# Karl Friedrich Hundertmark

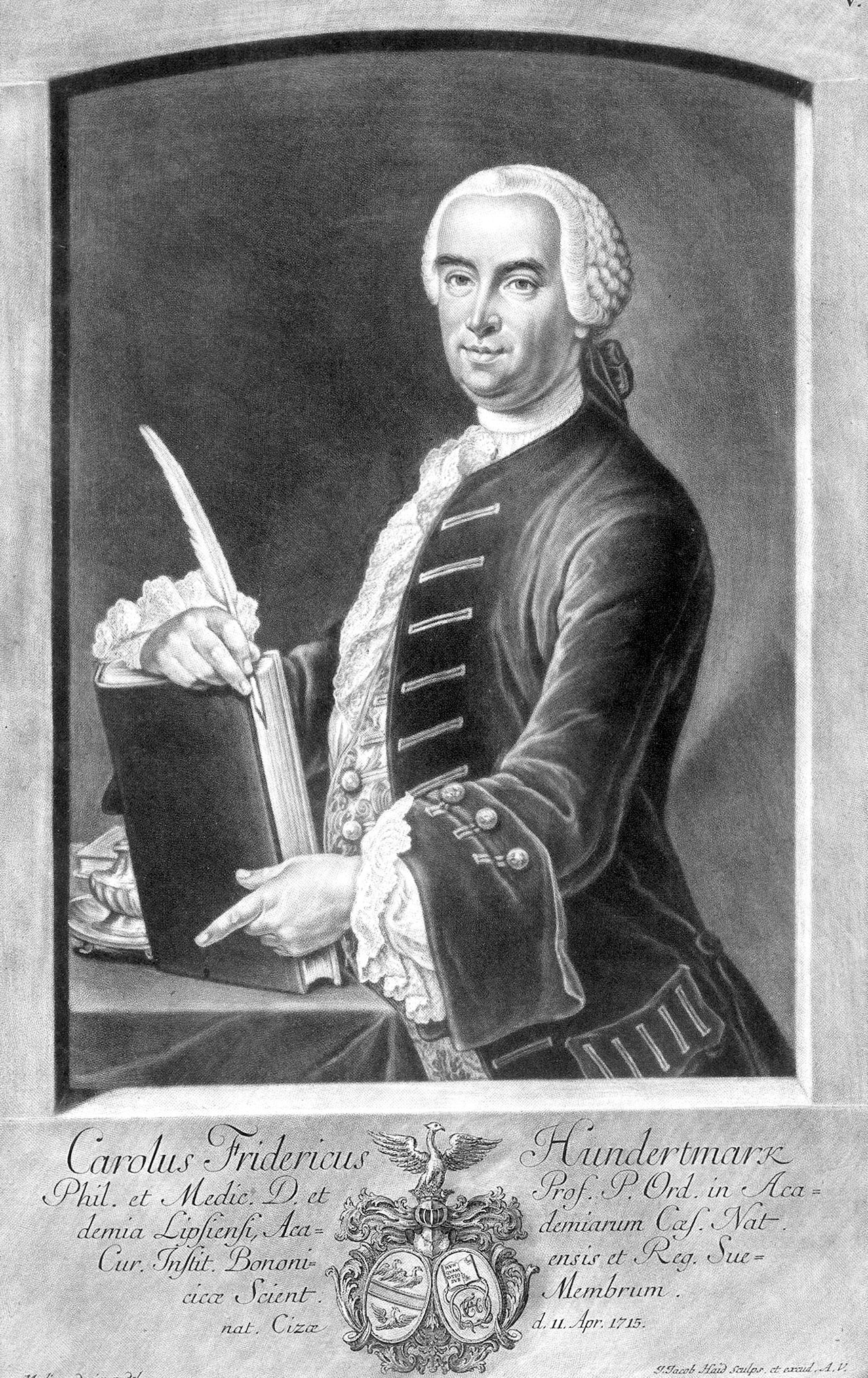
Karl Friedrich Hundertmark

Karl Friedrich Hundertmark (auch: Carl Friedrich Hundertmarck; * 11. April 1715 in Zeitz; † 8. Mai 1762 in Leipzig) war ein deutscher Mediziner.

## Leben
Karl Friedrich wurde als Sohn des Arztes Heinrich Elias Hundertmark (* Mitte März 1664 in Lobenstein. † 19/21. November 1739 in Zeitz) und dessen Frau Maria Magdalena (geb. Gebler) geboren. Nachdem er den ersten Unterricht von seinem Vater und Privatlehrern erhalten hatte, setzte er 1728 seine Ausbildung am Zeitzer Gymnasium fort. Mit achtzehn Jahren bezog er die Universität Leipzig, wo er in Johann Friedrich Menz (1673–1749) einen Lehrer fand, der ihm nicht nur Unterkunft gewährte, sondern ihm auch seine umfangreiche Bibliothek zur Verfügung stellte.
Anfänglich absolvierte Hundertmark, wie zur damaligen Zeit üblich, zunächst ein Studium der philosophischen Grundwissenschaften. So besuchte er die Vorlesungen bei Georg Friedrich Richter (1691–1742) in Moral, bei Christian August Hausen (1693–1743), bei Christian Gottlieb Jöcher die Geschichte und Philosophie bei August Friedrich Müller (1684–1761), sowie Friedrich Wilhelm Stübner (1710–1736). 1736 erwarb er den Grad eines Baccalaureus der Philosophie und wurde 1737 Magister der philosophischen Wissenschaften.
Bald danach wurde er als Baccalaureus in die Medizinische Fakultät aufgenommen, besuchte dort die Vorlesungen von Augustin Friedrich Walther (1688–1746), Johann Zacharias Platner (1694–1747) und Johann Ernst Hebenstreit (1703–1757). Er war dann eine Zeit lang bei seinem Vater, wo er praktische Erfahrungen sammelte. Nach dessen Tod ging Hundertmark wieder nach Leipzig, promovierte 1740 zum Doktor der Medizin und habilitierte sich als Privatdozent. Um seine Vorlesungen anschaulicher zu gestalten, richtete er sich ein chemisches Labor ein und erwarb sich einen guten Ruf durch seine Schriften.
So auf sich aufmerksam gemacht, berief man ihn 1748 zum außerordentlichen Professor der Medizin und 1754 zum ordentlichen Professor der Physiologie, Anatomie und Chirurgie. Er war seit 5. Mai 1740 mit dem akademischen Beinamen Hesperus II. Mitglied (Matrikel-Nr. 499) der kaiserlichen Akademie der Naturforscher Leopoldina, Mitglied der königlich schwedischen Akademie und der Akademie der Wissenschaften in Bologna. Hundertmark hatte sich auch an den organisatorischen Aufgaben der Leipziger Hochschule beteiligt und war im Wintersemester 1759 Rektor der Alma Mater.

## Schriften
- Commentatio De principibus diis, artis medicae tutelaribus,apud veteres Graecos & Romanos. Leipzig 1735.
- Theses ex omni philosophia decerptae. Leipzig 1736.
- Diss. de incrementis artis medicae per expositionem aegrotorum apud veteres in vias publicas & templa. Leipzig 1739, 1749.
- De singulari usu frictionis & unctionis usu in curatione morborum, dissert. inaug. Leipzig 1740.
- Progr. de Sachari Saturni usu interno qua salutati, in qua simul varia chemiae capita illustrantur. Leipzig 1741.
- Progr. de sulphuris anodyni specie ex vini vitriolique oleis commixtis oriunda. Leipzig 1748.
- Diss. de Mercurii vivi & cum falibus varie mixti summa in corpus humanum vi atque efficacitate, ejusdem cum sulphure laxius vel arctius conjuncti virtute in idem nulla, in quo simul varia chemiae capita illustrantur. Leipzig 1754.
- Diss. de enemate uterino. Leipzig 1755.
- Diss. de osteosteomatis casu variore. Leipzig 1757.
- Progr. de ozaena venerea. Leipzig 1758.
- Diss. de scabie artificiali. Leipzig 1758.
- Diss. de urina cretacea. Leipzig 1761.